# Пробудження (серіал, 2021)
Пробудження — російський серіал, ремейк однойменного американського телесеріалу. Прем'єра відбулася 1 липня 2021 року на платформі IVI. Режисер — Едуард Паррі, головну роль виконав — Євген Миронов.

## Сюжет
Головний герой серіалу — слідчий Павло Фролов. Він багато працює і мало часу проводить із сім'єю — дружиною та сином. Якось родина Фролових потрапляє в автомобільну аварію. Прокинувшись у лікарні, Павло розуміє, що відбувається щось дивне. Він начебто починає жити в різних реальностях — в одній вижила його дружина, в іншій — його син, а на зап'ясті залежно від того, хто з них вижив, з'являється відповідна мітка — хрест чи коло. Павло починає розслідування найважливішої та найскладнішої справи у своєму житті.

## Виробництво
У липні 2018 року Євген Миронов у своїх соціальних мережах розповів про початок зйомок серіалу. За словами актора, він та режисер Едуард Паррі (" Острів непотрібних людей ", " Жили-Били ") разом зі сценаристами переписували сценарій, займалися його адаптацією. Зокрема, був переписаний фінал — в американській версії фінал відкритий, у російській навпаки, дано відповіді на всі поставлені питання.
Для достовірності в описі роботи слідчого було запрошено консультантів-працівників карного розшуку. Також над проектом працювали судові експерти, психіатри, криміналісти, співробітники СК та рятувальники МНС. Євген Миронов у процесі підготовки до зйомок займався підводним плаванням та стріляниною.
Серіал знімали в Москві, серед локацій — " Москва-Сіті ", берег річки Пахри, парк «Заряддя», Музична школа при Консерваторії ім. Чайковського тощо..
Зйомки були завершені в березні 2020. Серіал входить до лінійки проектів IVI Originals.

## У головних ролях
| Актор             | Роль                                             |
| ----------------- | ------------------------------------------------ |
| Євген Миронов     | Павло Фролов                                     |
| Наталія Вдовіна   | дружина Павла Світлана                           |
| Михайло Шведов    | син Павла Кирило                                 |
| Агрипина Стеклова | Олена Володимирівна Єльницька, полковник поліції |
| Руслан Германн    | Миша                                             |
| Олександр Робак   | Іван Андрійович Пушкін                           |
| Володимир Ільїн   | Санич                                            |
| Яна Сексте        | Віра, психотерапевт                              |
| Анастасія Стежко  | Оля, тренерка з тенісу                           |

## Рейтинги та нагороди
- У жовтні 2021 року серіал став найсерйознішим серіалом на платформі IVI (за результатами 3-го кварталу)[11] .
- Серіал увійшов до лонг-листу премії «Золотий Орел» у номінації «Кращий серіал онлайн-платформи»[12] .

## Відгуки про серіал
- Родіон Чемонін, Film.ru

|  | Сравнивать эти два телешоу бессмысленно, они совершенно разные по темпоритму, по монтажу, по накалу страстей и драматизму, но всё равно это тот самый редкий случай, когда – только не смейтесь – наш вариант смотрится интереснее. У «эн-би-сишного» варианта всё динамично, нет времени на раздумья, и, как следствие, всё впроброс, поверхностно и даже где-то поспешно. |

- Маша Токмашова, Кінотеатр. ру

|  | За подробностями семейной психологии – а именно они, в основном, и занимают авторов русского «Пробуждения» в первых сериях – совсем на второй план отходит детективная составляющая, в оригинале все-таки подталкивающая главного героя к мысли о неслучайности аварии, разделившей его жизнь на до и после. |

- Сергій Єфімов, Комсомольська Правда